# ヨルダン座
ヨルダン座（ヨルダンざ、Jordanus または Jordanus Fluvius）は、現在は使われていない星座の1つ。17世紀初頭、ヨルダン川をモチーフとしてオランダの天文学者ペトルス・プランシウスによって考案された。
ヨルダン座は、プランシウスが1612年に製作した天球儀の上に初めて描かれた。プランシウスは、プトレマイオス以来星座を形作る星として使われていなかったおおぐま座周辺の星を用いて川の姿を描いた。ドイツの天文学者ヤコブス・バルチウスは、1624年に出版した著書『Usus Astronomicus planisphaerii stellati』の星図でヨルダン座に13の星を割り当てている。
17世紀後半のポーランドの天文学者ヨハネス・ヘヴェリウスは、ヨルダン座を自身が考案したりょうけん座・こじし座・やまねこ座に置き換えた星図と星表を用意していた。彼の死後の1690年に遺稿『Prodromus Astronomiae』が出版され、ヘヴェリウスが考案した星座が広まると、次第にヨルダン座は星図に描かれないようになった。17世紀に入ると、1706年にオランダの美術商で地図製作者のカレル・アラードが出版した星図『Hemisphaerium meridionale et septentrionale planisphaerii』や1730年にベネディクト会修道士 Corbinianus Thomas が出版した星図『Mercurii Philosophici Firmamentum Firmianum Descriptionem et Usum Globi Artificialis Coelestis』に描かれたのを最後に、ヨルダン座は描かれなくなった。